# شو تي في
قناة شو تي في التركية (بالتركية: Show TV) تتبع لمجموعة جينار للاعلام منذ عام 2013 بدأت برجل الأعمال التركي ايتول أكسوي وخلدون سماوي في 1 مارس 1992. من أشهر المسلسلات التي عرضتها مسلسل وادي الذئاب منذ عام 2003 إلى 2010 ومسلسل الحفرة منذ عام 2017 حتى 2021.

## البرامج
- سرفايفر تركيا (2006 - 2012)

## أعمال القناة
- زمهرير
- رامو
- نجمة الشمال
- اصطدام
- جولبيري
- الحفرة
- في الداخل
- وادي الذئاب
- أيزل
- نبضات قلب
- الحب لا يفهم من الكلام
- علي رضا "الخطأ"